# Rinaldo Santini
Rinaldo Santini (Roma, 27 dicembre 1914 – Roma, 6 luglio 2013) è stato un politico italiano, sindaco di Roma dal 1967 al 1969 e Presidente della Regione Lazio dal 1973 al 1975.

## Biografia
Proveniente dal sindacato, Rinaldo Santini ha ricoperto il ruolo di segretario della Camera del lavoro di Roma (nella CGIL unitaria); il 30 aprile 1950 è tra i fondatori della CISL, al Teatro Adriano.
Nel 1952 è eletto consigliere comunale e consigliere provinciale per la Democrazia Cristiana. Nel 1956 e nel 1960 è nuovamente consigliere comunale e assume l'incarico di assessore nelle giunte guidate da Umberto Tupini e da Urbano Cioccetti. È ancora Assessore al Bilancio nella Giunta Della Porta (1962-64) e Assessore all'Urbanistica e all'edilizia privata nella Giunta Petrucci (1964-67).
Alla fine del 1967 Amerigo Petrucci tenta il grande salto alla Camera dei deputati e, in previsione delle elezioni politiche del 1968, si dimette da Sindaco, indicando quale successore il suo Assessore all'Urbanistica. Il 29 dicembre 1967, Rinaldo Santini è eletto Sindaco dal Consiglio comunale e, fedele al suo predecessore e capo-corrente Petrucci, nomina quest'ultimo Assessore al Bilancio in una giunta nuovamente di centro-sinistra.
Durante l'amministrazione Santini sono attuate le prime isole pedonali ed alcuni itinerari preferenziali per i mezzi pubblici. Il successivo arresto di Amerigo Petrucci per la vicenda legata alla gestione dell'OMNI, mette in difficoltà la Giunta Santini che, per l'approvazione del Bilancio in Consiglio comunale deve ricorrere al voto di un consigliere monarchico e all'astensione di uno del MSI. Non passa un anno che le dimissioni di tre assessori democristiani, e le dichiarazioni del consigliere DC Mauro Bubbico, costringono Santini a rassegnare le proprie dimissioni da Sindaco (6 maggio 1969).
Unico tra i Sindaci di Roma, Santini è stato anche presidente della Regione Lazio, nella prima legislatura regionale, nuovamente alla guida di una giunta di centro-sinistra, dal 24 ottobre 1973 alle elezioni amministrative del 1975.
Nel febbraio 1978 fu rinviato a giudizio, per interesse privato in atti d'ufficio in concorso con l'assessore Antonio Pala ed altri per il rilascio, nel 1969, delle licenze di costruzione alla Magliana, nonostante le aree fossero a sette metri sotto il livello del Tevere. Fu poi assolto con formula piena.
Al di fuori della carriera politica e sindacale, Rinaldo Santini è stato primo referendario della Corte dei Conti. Profondo conoscitore della cultura romana, in quanto figlio del noto poeta romanesco Giulio Cesare Santini (1880 - 1957), nel 1968 è stato ammesso nel "Gruppo dei Romanisti" ed ha scritto diversi articoli sull'annuario “Strenna dei Romanisti”.
È morto il 6 luglio 2013, all'età di 98 anni.